# Champigny-en-Rochereau
Champigny-en-Rochereau – gmina we Francji, w regionie Nowa Akwitania, w departamencie Vienne. W 2013 roku liczba ludności wynosiła 1862 mieszkańców. 
Gmina została utworzona 1 stycznia 2017 roku z połączenia dwóch ówczesnych gmin: Champigny-le-Sec oraz Le Rochereau. Siedzibą gminy została miejscowość Champigny-le-Sec.